# Marie-Sophie Künkel

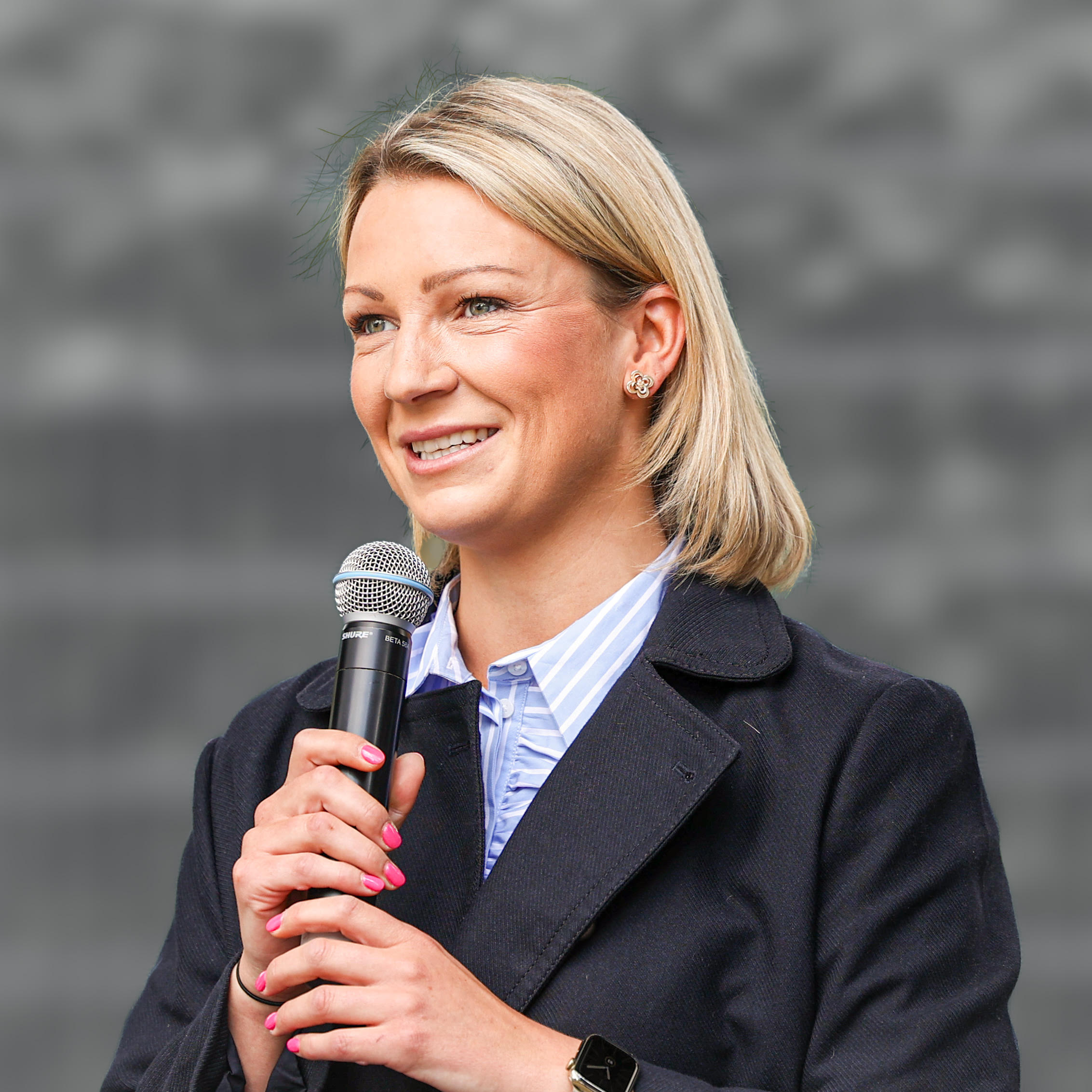
Marie-Sophie Künkel (2025)

Marie-Sophie Künkel (* 19. Juli 1992 in Marburg-Wehrda) ist eine deutsche Juristin und Politikerin (CDU).

## Leben
Künkel ist die Tochter eines selbstständigen Dachdeckermeisters und einer Bürokauffrau und wuchs in Bottenhorn im Hessischen Hinterland auf. Zeitweise war sie Turnierreiterin. Nach dem Abitur an der Steinmühle studierte sie zunächst „International Business Administration“ an der Accadis Hochschule Bad Homburg und anschließend Rechtswissenschaft an der Philipps-Universität Marburg. Das Studium schloss sie 2020 mit dem ersten Staatsexamen ab. Im Juristischen Vorbereitungsdienst war sie am Amtsgericht und bei der Staatsanwaltschaft in Frankfurt, dem Hessischen Ministerium des Innern und für Sport und einer Rechtsanwaltskanzlei in Marburg beschäftigt. Von November 2021 bis November 2023 war sie Rechtsreferendarin am Landgericht Frankfurt am Main. Ende November beendete sie ihr Referendariat mit Abschluss des zweiten juristischen Staatsexamens.

## Politischer Werdegang
Das Interesse für Politik entdeckte Künkel in der Schule. Sie ist seit 2015 Mitglied der CDU und seit September 2021 deren Parteivorsitzende in ihrer Heimatgemeinde Bad Endbach. Dort ist sie seit 2016 auch Gemeindevertreterin und seit Februar 2019 Fraktionsvorsitzende der CDU-Fraktion. Bei der Kommunalwahl in Hessen 2021 wurde sie in den Kreistag gewählt und ist dort stellvertretende Fraktionsvorsitzende, sozialpolitische Sprecherin der Fraktion und Arbeitskreisleiterin für Soziales, Familie, Jugend, Gesundheit und Sport. Darüber hinaus ist sie seit Dezember 2022 Vizepräsidentin des DRK-Kreisverbandes Biedenkopf e.V.
In der Landtagswahl in Hessen 2023 gewann sie das Direktmandat im Wahlkreis Marburg-Biedenkopf I. Für ihren Vorgänger im Wahlkreis, Horst Falk, war sie zuvor seit Januar 2021 Büroleiterin. Davor seit dessen Einzug in den Landtag Referentin, was sie bereits für dessen Vorgänger, den hessischen Finanzminister Thomas Schäfer ab Juni 2018 war.
Im Hessischen Landtag ist Künkel Mitglied im Ältestenrat und in folgenden Ausschüssen: Innenausschuss, Rechtspolitischer Ausschuss und Unterausschuss Justizvollzug.